# Différence d'âge dans les relations sexuelles

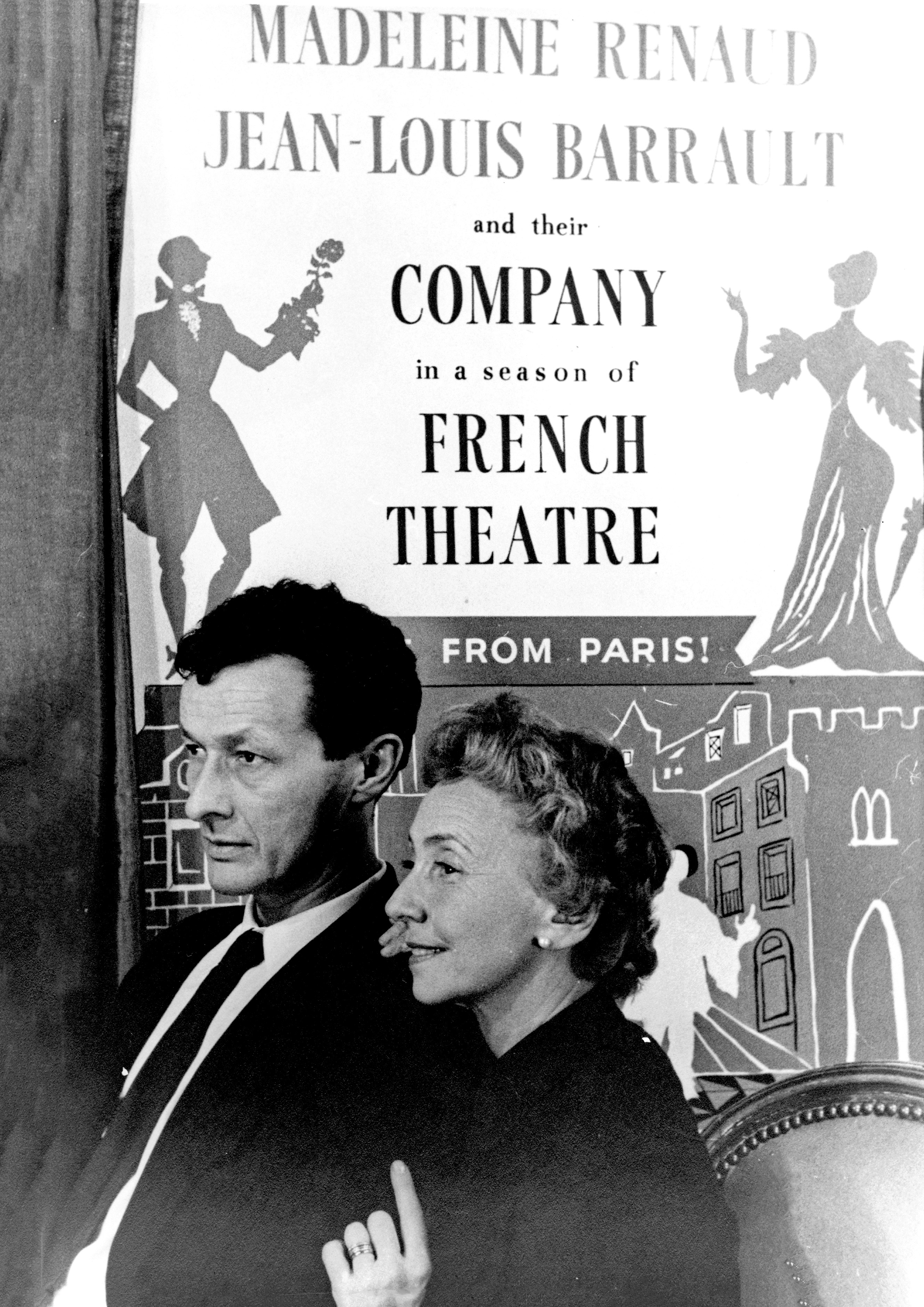
Jean-Louis Barrault (1910-1994), Madeleine Renaud (1900-1994).

La différence d'âge entre des époux, des conjoints ou des partenaires sexuels est le nombre d'années qui sépare l'âge respectif des membres de ce couple. 
Les statistiques indiquent qu'en général l'homme est plus âgé que sa conjointe.

## Constat statistique
Selon une étude de 2016 en France de l’Institut de la statistique et des études économiques, dans la majorité des couples hétérosexuels, le modèle de l’homme plus âgé que la femme est majoritaire (56 %), et l’écart est en moyenne de 2 ans et demi. Dans 28 % des cas, les conjoints ont le même âge (à un an près), et dans 16 % des cas, la femme est plus âgée que l’homme,. Pour autant, les couples avec une grande différence d’âge (de 10 ans ou plus), s'ils sont minoritaires, ne sont pas en nombre marginal. Ils représentent environ 10 % des couples en France, dans l'étude de 2016. Parmi eux, on trouve surtout des hommes plus âgés que leur compagne (80 % de ces couples),.
Une étude des Nations unies, en 2000, donne une vue plus universelle des disparités d'âge dans les couples mariés, par grande région dans le monde, avec toujours ce modèle prédominant d'un homme plus âgé que son épouse.

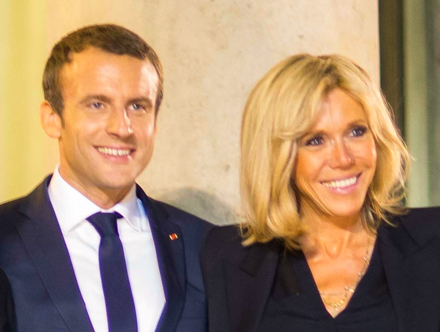
Emmanuel Macron et sa femme Brigitte. Ce couple célèbre s'est marié en octobre 2007; à l'époque, il a 30 ans et elle 54, soit 24 ans de différence d'âges.

| Région                     | SMAM |
| -------------------------- | ---- |
| Afrique de l'Est           | 4.3  |
| Afrique centrale           | 6.0  |
| Afrique du Nord            | 4.5  |
| Afrique de l'Ouest         | 6.6  |
| Asie de l'Est              | 2.4  |
| Asie centrale et du Sud    | 3.7  |
| Asie du Sud-Est            | 2.4  |
| Asie occidentale           | 3.5  |
| Europe de l'Est            | 3.1  |
| Europe du Nord             | 2.3  |
| Europe du Sud              | 3.3  |
| Europe de l'Ouest          | 2.7  |
| Caraïbes                   | 2.9  |
| Amérique centrale          | 2.5  |
| Amérique du Sud            | 2.9  |
| Amérique du Nord           | 2.3  |
| Australie/Nouvelle-Zélande | 2.2  |

## Autres constats
Les conditions de rencontres jouent un rôle dans les différences d'âge constatées ou non. Ainsi, par exemple, selon l'étude effectuée en France, des rencontres rendues possibles par l'utilisation de site de rencontres, ou des rencontres durant les études pour les personnes ayant mené une période d'études supérieures significative se traduisent généralement par une différence d'âge limitée,. Le contexte historique joue également un rôle : conflits importants rendant plus faible la disponibilité d'hommes en âge de se marier, décennies suivant une phase de baby-boom, etc.

## Raisons des disparités d'âge
Différentes études montrent des raisons complexes et diverses pour lesquelles les gens s'engagent dans des relations où l'âge est clairement distinct. Une étude de 2021 de la revue académique Journal of Family Theory and Review , met notamment en avant comme explications sur les disparités d'âge le modèle du choix rationnel. Ce modèle du choix rationnel suggère que les gens recherchent des partenaires qui peuvent subvenir à leurs besoins au cours de leur vie (soutien de famille) ; comme les hommes gagnent plus en vieillissant, leurs partenaires préféreraient donc des hommes plus âgés. Ce facteur diminue à mesure que davantage de femmes entrent sur le marché du travail. 
La revue Population met en exergue les  tendances démographiques dans une société. Les tendances démographiques englobent en particulier le rapport de masculinité dans la société, le nombre de mariages et les schémas migratoires. Une autre explication concerne les valeurs des individus dans l'existence : plus la valeur accordée au fait d'avoir des enfants est élevée, plus l'écart d'âge est important.